# Chernéchchina (Dnipropetrovsk)
Chernéchchina (en ucraniano: Чернеччина) es un pueblo ucraniano perteneciente al óblast de Dnipropetrovsk. Situado en el centro del país, forma parte del raión de Samar y es centro del municipio (hromada) homónimo.

## Toponimia
El nombre del asentamiento en ruso es Chernétchina (en ruso: Чернетчина). 

## Geografía
Chernéchchina se encuentra a orillas del río Zaplavka y del canal Dniéper-Dombás.  

## Historia
En el siglo XVIII, el pueblo de Chernéchchina se encontraba en la palanka de Protovchanska. El monasterio de Nejvoroshchanski ya existía a finales del siglo XVII, cuando en su lugar había una capilla donde vivía un monje. Tras la batalla de Poltava en 1709, el abad Feodosi Nesterovich construyó una iglesia. El monasterio fue clausurado en 1799 tras la caída del Sich de Zaporiyia. 

## Demografía
La evolución de la población de Chernéchchina entre 1886 y 2001 fue la siguiente:
| 3224                                                          | 1077 |
| (Fuente: Cities & Towns of Ukraine y UKRAINE: Größere Städte) |      |

Según el censo de 2001, la lengua materna de la mayoría de los habitantes, el 95,36%, es el ucraniano; y del 2,51%, el ruso.

## Infraestructura

### Transporte
La carretera T-0412 atraviesa el pueblo.